# Modelo médico en psicopatología
El modelo médico supone epistemología y nosología. Es decir, es un modelo, no una teoría. Por tanto, define un proceso a través del cual generar más conocimiento.
Según este modelo, la gnosología permite definir categorías de trastornos. Estos trastornos se manifiestan mediante signos y síntomas. Además, es posible distinguir unos trastornos de otros mediante el diagnóstico diferencial.
Se denomina modelo médico a la consideración de los trastornos mentales mediante el diagnóstico diferencial. Este tipo de diagnóstico, en consecuencia, requiere formación específica en psicopatología y en la clasificación de trastornos. Actualmente están formados para ello el médico y los profesionales en psiquiatría y psicología.
El modelo médico de corte biologicista espera encontrar marcadores biológicos para la enfermedad mental (como determinar los niveles en sangre de alguna sustancia, o alguna alteración cromosómica o genética específica, o alguna imagen cerebral), sin embargo no se ha encontrado ningún marcador biológico para ninguna enfermedad mental. Generalmente se refieren a características biológicas en un sentido estadístico, cuyo origen causal es muy discutible. 
- Datos: Q6020161